# Hans Behn-Eschenburg
Hans Behn-Eschenburg (10. ledna 1864, Zürich – 18. května 1938, Küsnacht) byl technickým generálním ředitelem Oerlikonských strojíren.

## Život
Otec Hanse Behn-Eschenburga byl profesorem literatury. Hans studoval v Berlíně a na filosofické fakultě v Curychu, kde byl promován. Jako asistent profesora Dr. Heinricha Friedricha Webera na Spolkové vysoké technické škole v Curychu se zúčastnil roku 1891 technických měření přenosu energie trojfázovou soustavou z Lauffen am Neckar do Frankfurtu nad Mohanem. V roce 1892 přešel do Maschinenfabrik Oerlikon (MFO), kde se roku 1897 stal vedoucím elektrického oddělení, 1910 ředitelem a 1912 technickým generálním ředitelem. Po odchodu do důchodu v roce 1928 zůstal až do své smrti technickým poradcem MFO.
V roce 1904 se Behn-Eschenburgovi podařilo zkonstruovat jednofázový komutátorový lokomotivní motor, což umožnilo stavbu elektrických lokomotiv s odbočkovou regulací a s napájením trakčních motorů střídavým proudem se sníženou frekvencí. Byl také autorem zapojení elektrodynamické rekuperační brzdy – tzv. zapojení Behn-Eschenburg. Toto zapojení se použilo například na lokomotivách řad Ce 6/8II a Ce 6/8III SBB.